# Митенка
Митенка (рос. Митенка) — присілок Гагарінського району Смоленської області Росії. Входить до складу Покровського сільського поселення.
Населення — 2 особи.